# 岡野雅行 (サッカー選手)
岡野 雅行（おかの まさゆき、1972年7月25日 - ）は、神奈川県横浜市港北区出身の元プロサッカー選手。現役時代のポジションはミッドフィールダー、フォワード。元日本代表。
人並み外れた俊足は「爆発的なスピード」と称され、長髪を振り乱しながら駆け回る姿や、足元の技術が拙いとされていることなどから「野人」の愛称で親しまれた。祖父は書家で文化功労者の手島右卿、叔父は崇教真光総裁の岡田晃弥。

## プロ入りまで
横浜市立駒林小学校、横浜市立日吉台西中学校卒。卒業後にブラジルへのサッカー留学を熱望するが家族に反対され親戚の勧めで松江市の全寮制の松江日本大学高等学校（現：立正大学淞南高等学校）へ進学。サッカー部すら無かったが、岡野が一から作り上げて、最高で島根県3位になるまでのチームになった。
その後、スポーツ推薦により日本大学へ進学し、当時2部であったサッカー部に入部。ただしスポーツ推薦ではあったもののサッカー推薦ではなかったために、日大入学＝サッカー部入部というわけではなかった。高校時代の禁欲的な学校生活（親元を離れた全寮制、高校二年次までは男子校、怖い教師・先輩・校則・寮則が支配する校風等）の反動から、「体育会サッカー部に入れないなら、サッカーサークルで楽しい学生生活を・・・」と考えていたところ、「体育会サッカー部2名募集。入部テスト実施」のポスターを見て一念発起して応募した。高校サッカー名門校出身者、全国大会出場経験者がひしめく中、それらを押しのけて見事、入部テストに合格した。しかしあくまで雑用専門部員としての部員募集であった。そのために洗濯係専任、その他雑用・サッカー部寮の生活係を一手に引き受けるだけで大学にも満足に通えないような生活を送る日々であった。しかし1年時の天皇杯予選でコーチの長島裕明により抜擢されたことをきっかけに頭角を現す。
それまでは前線へボールを供給するミッドフィールダー的プレースタイルであったが、ある日、陸上部の選手とトレーニングをしたとき、大きなバスケットシューズを履きながらも、100m走で10.7秒を記録し、陸上部の選手を上回った。以降、俊足を活かしたプレースタイルへ変更する事になる。その100m走の記録が、俊足プレイヤーとして名高いクラウディオ・カニーヒアと同タイムだったことから、「自分も同じようなプレーができるのではないか」と考え、ビデオを見てカニーヒアのプレーを研究した。
なお、この予選では後に鹿島アントラーズとなる前身チームの住友金属蹴球団との試合でジーコと対戦している。結果は日大4-5住金（前半 日大3-0住金、後半 日大1-5住金）で住友金属の勝利。ジーコはベンチスタートだったが、前半終了した時点で格下であるはずの大学チームに3点も負けている状況に住金が慌て、後半開始直後からジーコを投入したとのこと。
夜は居酒屋でアルバイトしながら練習し、1993年の天皇杯関東大会の対筑波大学戦では「試合があるのを忘れて朝まで飲んでいた」岡野だったが、大岩剛、望月重良、藤田俊哉を擁した強豪相手に五人抜きのゴールを含む2得点を挙げて、勝利し、Jリーグの6クラブ（鹿島、柏レイソル、ガンバ大阪、浦和レッズなど）から声が掛かるようになる。中でも浦和が「一番熱心だった」といい、「大学を辞めてでも来てくれ」という熱意に動かされたため、日大を3年で中退して浦和入りした。
同期加入の選手に山田暢久、岩瀬健、杉山弘一などがいる。

## クラブ経歴
1994年に浦和に加入し、1年目からJリーグで35試合に出場、3ゴールを記録。1996年にはPKを任されるなど、キャリアハイとなる11ゴールをあげ、同年のJリーグベストイレブンとこの年より新設されたJリーグフェアプレー個人賞を受賞した。
1999年には、浦和在籍のままオランダのアヤックスに練習参加し、6月に帰国した。
2001年はチッタ監督の信頼を得られず、5節FC東京戦からはほぼベンチ外に追いやられた。2001年9月よりヴィッセル神戸に期限付き移籍、2002年12月に完全移籍が発表された。
2004年に浦和に完全移籍。2007年元日の天皇杯決勝では、途中交代で出場し、永井雄一郎の決勝点をアシストし、浦和の天皇杯連覇に貢献した。2008年、10月26日のアルビレックス新潟戦で後半ロスタイムから出場し、史上34人目のJ1通算300試合を達成。しかし、クラブが若返りを押し進めた ことから、共に長年浦和を支えてきた内舘秀樹と同じく11月26日に契約終了が発表され、浦和を離れることとなった。
2009年2月、香港リーグ1部の天水圍飛馬（TSWペガサス）に移籍。2月7日の香港リーグデビュー戦で初ゴールを挙げた。同年6月にリーグのシーズン終了をもって天水圍飛馬を退団。同年7月31日、ガイナーレ鳥取に移籍することが同クラブから発表された。

## 代表経歴
1995年1月に開催されたキング・ファハド・カップ（インターコンチネンタルカップ）の日本代表メンバーに選出されたが、同大会では試合出場はなく、同年9月20日のパラグアイ代表戦にて代表初出場。1996年8月25日のウルグアイ代表戦にて初ゴールを記録。
1997年、1998 FIFAワールドカップ・アジア予選にも参加するが、最終予選では出場はないまま迎えたアジア第3代表決定戦（イラン代表戦）に、延長戦の開始から出場。GKと1対1など決定機を数度逃すも決勝ゴールデンゴールを決め、日本代表をワールドカップ初出場に導いた事で、一躍時の人となった。なお、本試合での活躍を受け、1998年1月に浦和レッズ筆頭株主の三菱自動車工業より、岡野本人が希望した車種であるパジェロエボリューションが贈呈された。
1998年、1998 FIFAワールドカップ日本代表に選出。グループリーグ第2戦・クロアチア戦の後半16分から途中出場した。

## 引退後
2013年シーズンを最後に現役を引退し、ガイナーレ鳥取のゼネラルマネージャーに就任した。2014年末、Jリーグ功労選手賞を受賞。
2015年2月15日、ガイナーレ鳥取の選手がお世話になった食堂「はしや」の女将の義娘、内間智美（内間安路の妻）が2013年12月に発症した肛門管癌の治療費を募る内間さんを支援する会の発起人を務める。
2017年4月27日、ガイナーレ鳥取の代表取締役GMに就任。
2017年12月11日放送の『激レアさんを連れてきた。』（テレビ朝日系）に「サッカー経験ゼロのヤンキー達を集めてサッカー部を作り強豪チームにする、という『ROOKIES』（ルーキーズ）」ばりの体験をしたのに、その話をあまりしていない」激レアさんとして出演し、サッカー部の無かった全寮制高校でヤンキーだらけのサッカー部を立ち上げ県内有数の強豪チームとなった松江日本大学高等学校時代のエピソードを披露して反響を呼び、実話を基に『激アツ!! ヤンキーサッカー部』として竜星涼主演で翌2018年9月にテレビドラマ化された。
2024年12月23日、ガイナーレ鳥取代表取締役GMを退任し、南葛SC事業本部長に就任。
2025年1月、古巣浦和レッズのブランドアンバサダーに就任した。

## 個人成績
| 国内大会個人成績 | 国内大会個人成績 | 国内大会個人成績 | 国内大会個人成績 | 国内大会個人成績 | 国内大会個人成績 | 国内大会個人成績 | 国内大会個人成績 | 国内大会個人成績 | 国内大会個人成績 | 国内大会個人成績 | 国内大会個人成績 |
| 年度             | クラブ           | 背番号           | リーグ           | リーグ戦         | リーグ戦         | リーグ杯         | リーグ杯         | オープン杯       | オープン杯       | 期間通算         | 期間通算         |
| 年度             | クラブ           | 背番号           | リーグ           | 出場             | 得点             | 出場             | 得点             | 出場             | 得点             | 出場             | 得点             |
| 日本             | 日本             | 日本             | 日本             | リーグ戦         | リーグ戦         | リーグ杯         | リーグ杯         | 天皇杯           | 天皇杯           | 期間通算         | 期間通算         |
| ---------------- | ---------------- | ---------------- | ---------------- | ---------------- | ---------------- | ---------------- | ---------------- | ---------------- | ---------------- | ---------------- | ---------------- |
| 1994             | 浦和             | -                | J                | 35               | 3                | 2                | 0                | 3                | 0                | 40               | 3                |
| 1995             | 浦和             | -                | J                | 44               | 5                | -                | -                | 3                | 0                | 47               | 5                |
| 1996             | 浦和             | -                | J                | 30               | 11               | 13               | 2                | 3                | 2                | 46               | 15               |
| 1997             | 浦和             | 7                | J                | 23               | 4                | 0                | 0                | 2                | 1                | 25               | 5                |
| 1998             | 浦和             | 7                | J                | 34               | 7                | 0                | 0                | 2                | 1                | 36               | 8                |
| 1999             | 浦和             | 7                | J1               | 11               | 0                | 4                | 0                | 0                | 0                | 15               | 0                |
| 2000             | 浦和             | 7                | J2               | 26               | 6                | 2                | 0                | 4                | 1                | 32               | 7                |
| 2001             | 浦和             | 7                | J1               | 8                | 0                | 1                | 0                | -                | -                | 9                | 0                |
| 2001             | 神戸             | 29               | J1               | 11               | 3                | -                | -                | 2                | 0                | 13               | 3                |
| 2002             | 神戸             | 8                | J1               | 24               | 1                | 5                | 0                | 1                | 0                | 30               | 1                |
| 2003             | 神戸             | 8                | J1               | 23               | 0                | 6                | 1                | 2                | 0                | 31               | 1                |
| 2004             | 浦和             | 30               | J1               | 15               | 1                | 8                | 2                | 2                | 0                | 25               | 3                |
| 2005             | 浦和             | 30               | J1               | 20               | 1                | 7                | 0                | 4                | 0                | 31               | 1                |
| 2006             | 浦和             | 30               | J1               | 8                | 0                | 6                | 0                | 2                | 0                | 16               | 0                |
| 2007             | 浦和             | 30               | J1               | 11               | 0                | 1                | 0                | 1                | 0                | 13               | 0                |
| 2008             | 浦和             | 30               | J1               | 4                | 0                | 3                | 0                | 0                | 0                | 7                | 0                |
| 香港             | 香港             | 香港             | 香港             | リーグ戦         | リーグ戦         | リーグ杯         | リーグ杯         | FA杯             | FA杯             | 期間通算         | 期間通算         |
| 2008-09          | 天水圍飛馬       | 8                | 甲組             | 9                | 1                | 1                | 0                | 4                | 0                | 14               | 1                |
| 日本             | 日本             | 日本             | 日本             | リーグ戦         | リーグ戦         | リーグ杯         | リーグ杯         | 天皇杯           | 天皇杯           | 期間通算         | 期間通算         |
| 2009             | 鳥取             | 30               | JFL              | 7                | 1                | -                | -                | 1                | 0                | 8                | 1                |
| 2010             | 鳥取             | 30               | JFL              | 16               | 0                | -                | -                | 0                | 0                | 16               | 0                |
| 2011             | 鳥取             | 30               | J2               | 13               | 0                | -                | -                | 1                | 0                | 14               | 0                |
| 2012             | 鳥取             | 30               | J2               | 20               | 0                | -                | -                | 0                | 0                | 20               | 0                |
| 2013             | 鳥取             | 30               | J2               | 10               | 0                | -                | -                | 1                | 0                | 11               | 0                |
| 通算             | 日本             | 日本             | J1               | 301              | 36               | 56               | 5                | 27               | 4                | 384              | 45               |
| 通算             | 日本             | 日本             | J2               | 69               | 6                | 2                | 0                | 6                | 1                | 77               | 7                |
| 通算             | 日本             | 日本             | JFL              | 23               | 1                | -                | -                | 1                | 0                | 24               | 1                |
| 通算             | 香港             | 香港             | 1部              | 9                | 1                | 1                | 0                | 4                | 0                | 14               | 1                |
| 総通算           | 総通算           | 総通算           | 総通算           | 402              | 44               | 59               | 5                | 38               | 5                | 499              | 54               |

その他の公式戦
- 2004年
  - Jリーグチャンピオンシップ 1試合0得点
- 2007年
  - スーパーカップ 1試合0得点

| 国際大会個人成績 | 国際大会個人成績 | 国際大会個人成績 | 国際大会個人成績 | 国際大会個人成績 | FIFA      | FIFA      |
| 年度             | クラブ           | 背番号           | 出場             | 得点             | 出場      | 得点      |
| AFC              | AFC              | AFC              | ACL              | ACL              | クラブW杯 | クラブW杯 |
| ---------------- | ---------------- | ---------------- | ---------------- | ---------------- | --------- | --------- |
| 2007             | 浦和             | 30               | 6                | 0                | 1         | 0         |
| 通算             | AFC              | AFC              | 6                | 0                | 1         | 0         |

その他の国際公式戦
- 2007年
  - A3チャンピオンズカップ 3試合0得点
- Jリーグ初出場 - 1994年3月12日 横浜M戦
- Jリーグ初得点 - 1994年3月26日 名古屋戦

## タイトル

### クラブ
浦和レッズ
- J1リーグ：1回（2006年）
- J1リーグ 2ndステージ：1回（2004年）
- 天皇杯全日本サッカー選手権大会：2回（2005年、2006年）
- FUJI XEROX SUPER CUP：1回（2006年）
- AFCチャンピオンズリーグ：1回（2007年）

### 個人
- Jリーグベストイレブン：1回（1996年）
- Jリーグフェアプレー個人賞：1回（1996年）
- Jリーグ功労選手賞（2014年）
- 彩の国特別功労賞（1997年）[26]

### プロレス
DDTプロレスリング
- アイアンマンヘビーメタル級王座（第1515代）[27]

## 代表歴

### 出場大会
- キング・ファハド・カップ1995
- AFCアジアカップ1996
- 1998 FIFAワールドカップ・アジア予選
- 1998 FIFAワールドカップ
- コパ・アメリカ1999

### 試合数
- 国際Aマッチ 25試合 2得点（1995年 - 1999年）[1]

| 日本代表 | 国際Aマッチ | 国際Aマッチ |
| 年       | 出場        | 得点        |
| -------- | ----------- | ----------- |
| 1995     | 3           | 0           |
| 1996     | 11          | 1           |
| 1997     | 5           | 1           |
| 1998     | 5           | 0           |
| 1999     | 1           | 0           |
| 通算     | 25          | 2           |

### 出場
| No. | 開催日         | 開催都市                   | スタジアム                         | 対戦相手       | 結果        | 監督                 | 大会                       |
| --- | -------------- | -------------------------- | ---------------------------------- | -------------- | ----------- | -------------------- | -------------------------- |
| 1.  | 1995年09月20日 | 東京都                     | 国立霞ヶ丘競技場陸上競技場         | パラグアイ     | ●1-2        | 加茂周               | デサント・アディダスマッチ |
| 2.  | 1995年10月24日 | 東京都                     | 国立霞ヶ丘競技場陸上競技場         | サウジアラビア | ○2-1        | 加茂周               | デサント・アディダスマッチ |
| 3.  | 1995年10月28日 | 愛媛県                     | 愛媛県総合運動公園陸上競技場       | サウジアラビア | ○2-1        | 加茂周               | デサント・アディダスマッチ |
| 4.  | 1996年02月10日 | ウォロンゴン               |                                    | オーストラリア | ○4-1        | 加茂周               | 国際親善試合               |
| 5.  | 1996年02月14日 | メルボルン                 |                                    | オーストラリア | ●0-3        | 加茂周               | 国際親善試合               |
| 6.  | 1996年02月22日 | 香港                       |                                    | スウェーデン   | △1-1(PK4-5) | 加茂周               | カールスバーグカップ       |
| 7.  | 1996年05月26日 | 東京都                     | 国立霞ヶ丘競技場陸上競技場         | ユーゴスラビア | ○1-0        | 加茂周               | キリンカップ               |
| 8.  | 1996年08月25日 | 大阪府                     | 長居陸上競技場                     | ウルグアイ     | ○5-3        | 加茂周               | 国際親善試合               |
| 9.  | 1996年09月11日 | 東京都                     | 国立霞ヶ丘競技場陸上競技場         | ウズベキスタン | ○1-0        | 加茂周               | JFA75周年記念試合          |
| 10. | 1996年10月13日 | 愛知県                     | 神戸総合運動公園ユニバー記念競技場 | チュニジア     | ○1-0        | 加茂周               | プーマカップ               |
| 11. | 1996年12月06日 | アル・アイン               |                                    | シリア         | ○2-1        | 加茂周               | アジアカップ               |
| 12. | 1996年12月09日 | アル・アイン               |                                    | ウズベキスタン | ○4-0        | 加茂周               | アジアカップ               |
| 13. | 1996年12月12日 | アル・アイン               |                                    | 中華人民共和国 | ○1-0        | 加茂周               | アジアカップ               |
| 14. | 1996年12月15日 | アル・アイン               |                                    | クウェート     | ●0-2        | 加茂周               | アジアカップ               |
| 15. | 1997年02月13日 | バンコク                   |                                    | スウェーデン   | ●0-1        | 加茂周               | キングスカップ             |
| 16. | 1997年03月25日 | マスカット                 |                                    | マカオ         | ○10-0       | 加茂周               | ワールドカップ予選         |
| 17. | 1997年03月27日 | マスカット                 |                                    | ネパール       | ○6-0        | 加茂周               | ワールドカップ予選         |
| 18. | 1997年06月28日 | 東京都                     | 国立霞ヶ丘競技場陸上競技場         | オマーン       | △1-1        | 加茂周               | ワールドカップ予選         |
| 19. | 1997年11月16日 | ジョホールバル             |                                    | イラン         | ○3-2(延長V) | 岡田武史             | ワールドカップ予選         |
| 20. | 1998年03月01日 | 神奈川県                   | 横浜国際総合競技場                 | 韓国           | ○2-1        | 岡田武史             | ダイナスティカップ         |
| 21. | 1998年03月07日 | 東京都                     | 国立霞ヶ丘競技場陸上競技場         | 中華人民共和国 | ●0-2        | 岡田武史             | ダイナスティカップ         |
| 22. | 1998年04月01日 | ソウル                     |                                    | 韓国           | ●1-2        | 岡田武史             | ワールドカップ記念試合     |
| 23. | 1998年06月03日 | ローザンヌ                 |                                    | ユーゴスラビア | ●0-1        | 岡田武史             | 国際親善試合               |
| 24. | 1998年06月20日 | ナント                     |                                    | クロアチア     | ●0-1        | 岡田武史             | ワールドカップ             |
| 25. | 1999年07月05日 | ペドロ・ファン・カバジェロ |                                    | ボリビア       | △1-1        | フィリップ・トルシエ | コパ・アメリカ             |

### ゴール
| #  | 開催年月日     | 開催地                     | 対戦国     | 勝敗  | 試合概要                            |
| -- | -------------- | -------------------------- | ---------- | ----- | ----------------------------------- |
| 1. | 1996年8月25日  | 日本、大阪市               | ウルグアイ | ○ 5-3 | 親善試合                            |
| 2. | 1997年11月16日 | マレーシア、ジョホールバル | イラン     | ○ 3-2 | 1998 FIFAワールドカップ・アジア予選 |

## 関連情報

### 著書
- 野人伝（2009年、新潮社）ISBN 9784103213215

### CM出演
- サントリー『デカビタC』 (1996年 - 1998年)
  - 「自販機まで競争」編 - 三浦知良との共演
  - 「車にボールをぶつける」「ジャンケン」「バスを間違える岡野」「お願い・照れる」編 - 三浦知良、城彰二との共演
- 三菱自動車『チャレンジャー』（1998年）
- 中海テレビ放送